# Tardos Béla (zeneszerző)

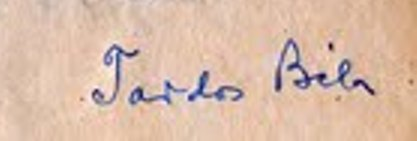
Tardos Béla aláírása

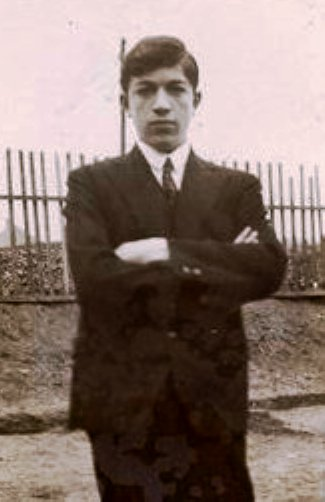
Tardos Béla fiatalon

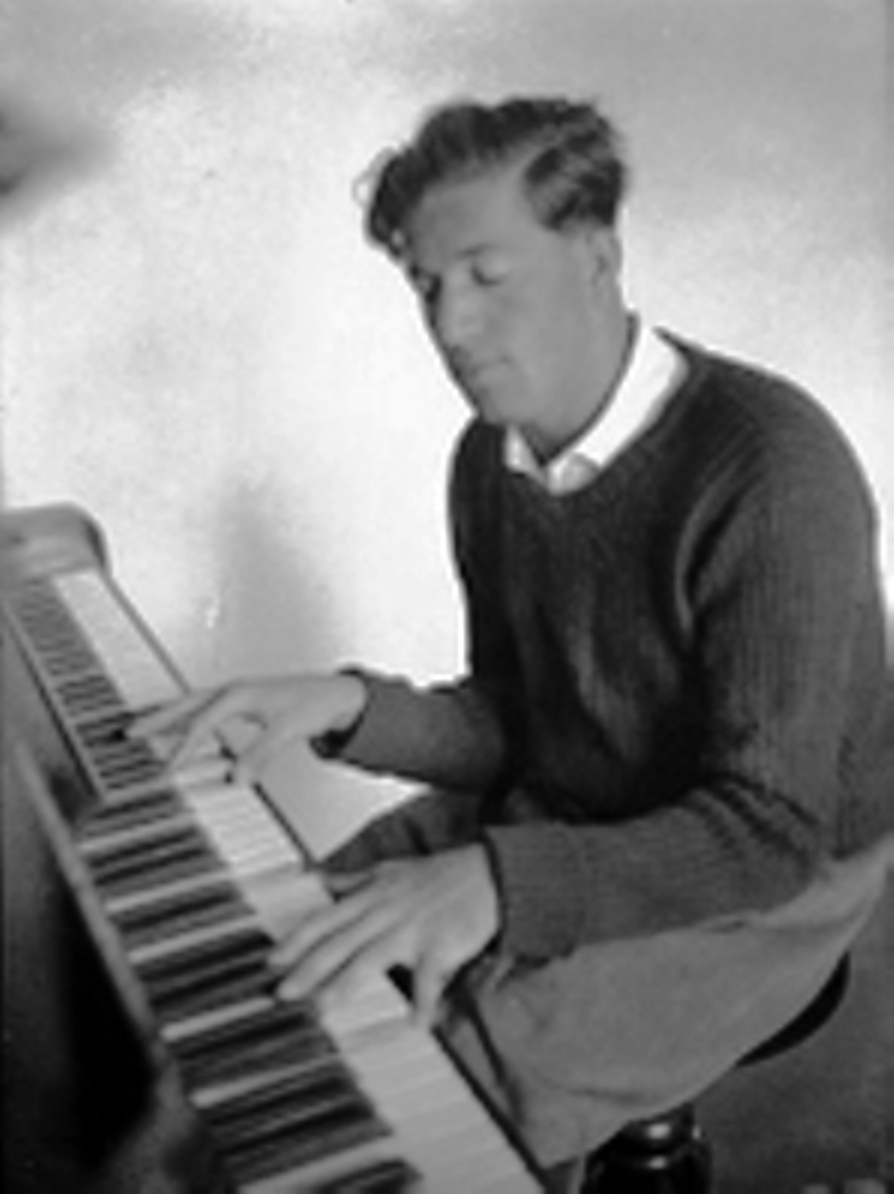
Tardos Béla zeneszerző fiatalon

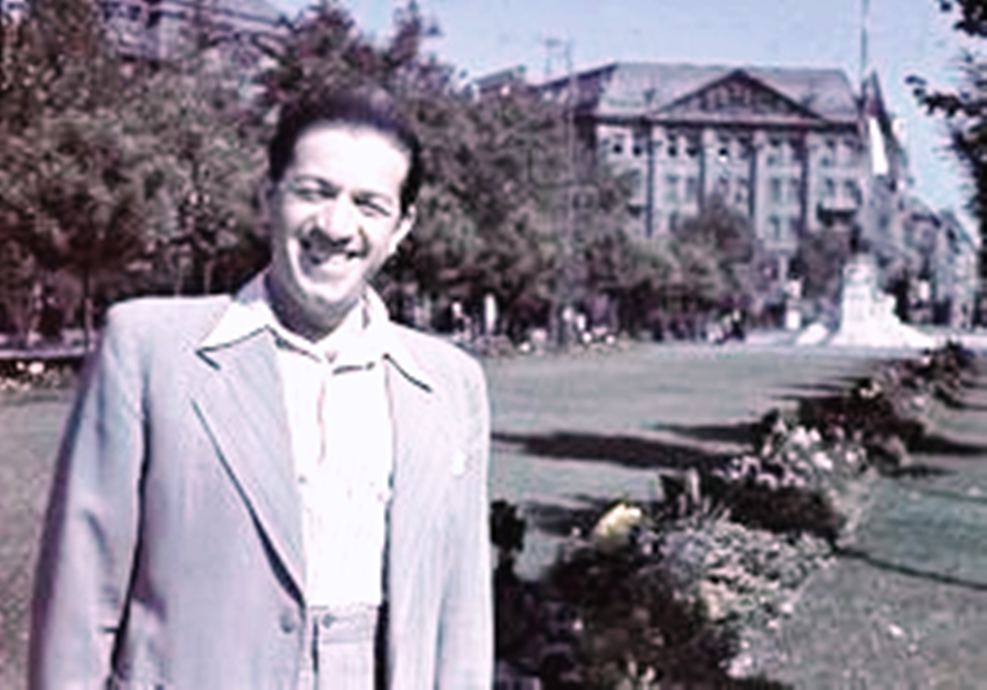
Tardos Béla Erkel Ferenc-díjas zeneszerző a Szabadság téren

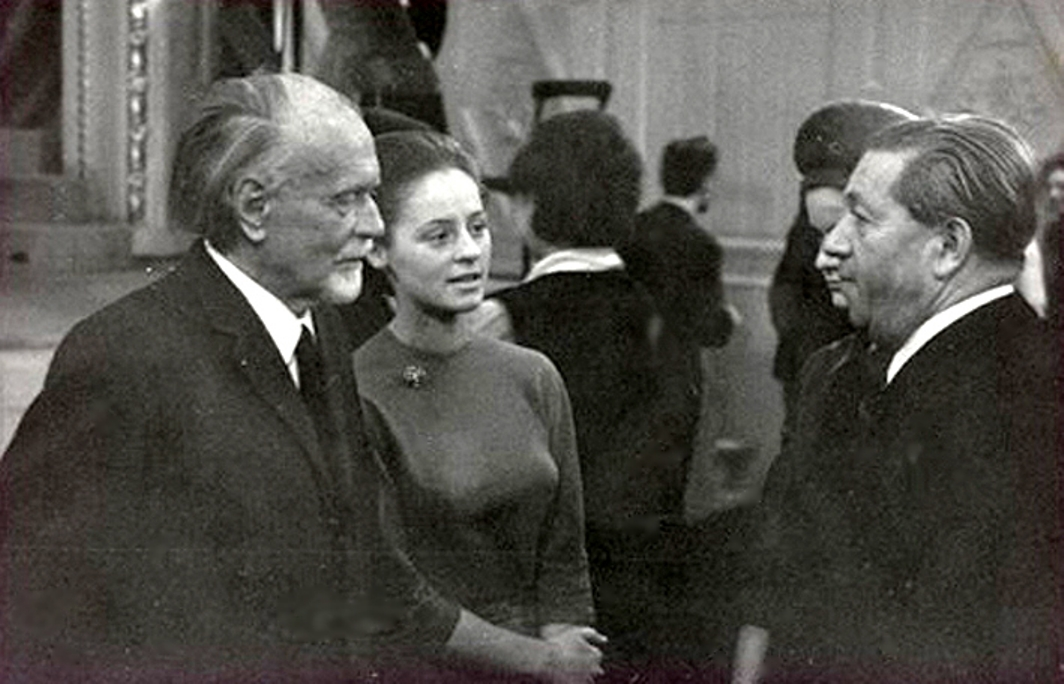
Tardos Béla Kodály Zoltánékkal a Zeneakadémián

Tardos Béla (Budapest, 1910. június 21. – Budapest, 1966. november 18.) Erkel Ferenc-díjas magyar zeneszerző.

## Élete
Wachsmann Miksa nyomdász és Goldstein Julianna gyermekeként született. A Nemzeti Zenedében a zongoratanszakot végezte 1925–1931 között, 1932–1936 között Kodály Zoltánnál tanult zeneszerzést a Zeneművészeti Főiskolán. Karnagyként kezdte zenei működését: munkásénekkarokat vezényelt, 1941-től a Vándor-kórust vezette, a második világháború alatt Bukarestben, a Rádiónál dolgozott és a román fővárosban magyar kórust szervezett (1944). 1945-től két éven át ismét Budapesten, a Vándor-kórus élén állt, egyúttal 1945–1948 között a Szikra Kiadó zenei szerkesztője volt. 1948-ban a Nemzetközi Bartók-versenyen díjat nyert I. vonósnégyesével. 1959-ben A város peremén című kantátájával, amely egy korábbi (1944), a háború alatt elveszett művének újrakomponált változata, a Magyar Rádió pályázatán I. díjat nyert.
1950–1952 között az Országos Filharmónia igazgatója volt, 1955-től haláláig a Zeneműkiadó (Editio Musica Budapest) igazgatója volt.
1939. január 9-én Budapesten házasságot kötött Glück Bertalan magántisztviselő és Donáth Gizella (1885–1974) lányával, Évával.
Két leánya van: Tardos Julianna és Tardos Katalin.
Sírja a Farkasréti temetőben 39. parcellában (1-52) található.

## Főbb művek

### Zenekari művek
- Szvit, 1949
- Mesejátéknyitány, 1955
- Szimfónia „a fasizmus áldozatai emlékére”, 1960
- Fantázia zongorára és zenekarra, 1961
- Evocatio, 1965

### Kantáták zenekari kísérettel
- Májusi kantáta, 1950
- A béke napja alatt, 1953
- Dózsa feje, 1958
- A város peremén, 1958
- Szabadság született, 1960
- Rendért kiáltanak, 1966
- Az új isten, 1966

### Kórusművek
- Német zsoldosdal, 1942
- Muzsikásláda, 1954
- Magyar tájak, 1955
- Keserű esztendők, 1959
- Tiszta szigorúság, 1964
- Szép szemeddel, 1966

### Dalok kamaraművek, zongoraművek, opera
Laura (vígopera, 2 felv., Gyárfás Miklós szövegére, 1958)

### Műjegyzék – 1. rész, műismertetők
- Archiválva 2016. június 8-i dátummal a Wayback Machine-ben